# Tournoi de clôture du championnat du Guatemala de football 2017
Navigation
Saison précédente Saison suivante
Le Tournoi Clausura 2017 est le trente-septième tournoi saisonnier disputé au Guatemala.
C'est cependant la 83e fois que le titre de champion du Guatemala est remis en jeu.
Lors de ce tournoi, l'Antigua GFC a tenté de conserver son titre de champion du Guatemala face aux onze meilleurs clubs guatémaltèques.
Chacun des douze clubs participant était confronté deux fois aux onze autres équipes. Puis les six meilleurs se sont affrontés lors d'une phase finale à la fin du tournoi.
Seulement une place aurait dû être qualificative pour la Ligue des champions de la CONCACAF et une place pour la Ligue de la CONCACAF aurait dû être attribuée à l'issue de ce championnat à la meilleure équipe non qualifiée du classement cumulé de la saison, mais à la suite de la suspension de la fédération guatémaltèque par la FIFA, aucune équipe ne participe à la compétition.

## Les 12 clubs participants
| \| Guatemala City: Antigua GFC CSD Comunicaciones CSD Municipal Guatemala City Deportivo Malacateco Deportivo Marquense Deportivo Suchitepéquez Xelaju MC Deportivo Petapa Deportivo Guastatoya Deportivo Mictlán Cobán Imperial CSD Carchá \| Localisation des clubs engagés dans le championnat. |
| Guatemala City: Antigua GFC CSD Comunicaciones CSD Municipal Guatemala City Deportivo Malacateco Deportivo Marquense Deportivo Suchitepéquez Xelaju MC Deportivo Petapa Deportivo Guastatoya Deportivo Mictlán Cobán Imperial CSD Carchá                                                           |

Ce tableau présente les douze équipes qualifiées pour disputer le championnat 2016-2017. On y trouve le nom des clubs, le nom des stades dans lesquels ils évoluent ainsi que la capacité et la localisation de ces derniers.
| Club                    | Stade                          | Capacité | Ville             |
| Antigua GFC             | Stade Pensativo                | 9 000    | Guatemala City    |
| CSD Carchá (en)         | Stade Juan Ramon Ponce Guay    | 8 000    | San Pedro Carchá  |
| Cobán Imperial          | Stade Verapaz                  | 8 000    | Cobán             |
| CSD Comunicaciones      | Stade Cementos Progreso        | 17 000   | Guatemala City    |
| Deportivo Guastatoya    | Stade David Cordón Hichos (es) | 3 500    | Guastatoya        |
| Deportivo Malacateco    | Stade Santa Lucía              | 7 000    | Malacatán         |
| Deportivo Marquense     | Stade Marquesa de la Ensenada  | 10 000   | San Marcos        |
| Deportivo Mictlán (en)  | Stade La Asunción              | 8 000    | Asunción Mita     |
| CSD Municipal           | Stade Manuel Felipe Carrera    | 10 000   | Guatemala City    |
| Deportivo Petapa (en)   | Stade municipal                | 7 500    | San Miguel Petapa |
| Deportivo Suchitepéquez | Stade Carlos Salazar Hijo      | 12 000   | Mazatenango       |
| Xelaju MC               | Stade Mario Camposeco          | 11 000   | Quetzaltenango    |

## Compétition
Le tournoi Clausura se déroule de la même façon que les tournois saisonniers précédents, en deux phases :
- La phase de qualification : les vingt-deux journées de championnat.
- La phase finale : les matchs aller-retour allant des quarts de finale à la finale.

### Phase de qualification
Lors de la phase de qualification les douze équipes affrontent à deux reprises les onze autres équipes selon un calendrier tiré aléatoirement.
Les deux meilleures équipes sont qualifiées directement pour les demi-finale alors que les quatre suivantes se qualifient pour les quarts de finale.
Le classement est établi sur le barème de points classique (victoire à 3 points, match nul à 1, défaite à 0).
Le départage final se fait selon les critères suivants :
- Le nombre de points.
- La différence de buts générale.
- Le nombre de buts marqué.

| Rang | Équipe                  | Pts | J  | G  | N  | P  | Bp | Bc | Diff |
| ---- | ----------------------- | --- | -- | -- | -- | -- | -- | -- | ---- |
| 1    | CSD Municipal           | 36  | 22 | 8  | 12 | 2  | 19 | 10 | +9   |
| 2    | Deportivo Petapa (en)   | 34  | 22 | 10 | 4  | 8  | 27 | 24 | +3   |
| 3    | Deportivo Guastatoya    | 32  | 22 | 8  | 8  | 6  | 22 | 16 | +6   |
| 4    | CSD Comunicaciones      | 30  | 22 | 7  | 9  | 6  | 21 | 16 | +5   |
| 5    | Deportivo Suchitepéquez | 30  | 22 | 9  | 3  | 10 | 24 | 28 | -4   |
| 6    | Xelaju MC               | 29  | 22 | 8  | 5  | 9  | 30 | 25 | +5   |
| 7    | Cobán Imperial          | 29  | 22 | 7  | 8  | 7  | 17 | 15 | +2   |
| 8    | Deportivo Marquense     | 28  | 22 | 6  | 10 | 6  | 19 | 16 | +3   |
| 9    | Deportivo Malacateco    | 28  | 22 | 6  | 10 | 6  | 17 | 20 | -3   |
| 10   | Deportivo Mictlán (en)  | 28  | 22 | 7  | 7  | 8  | 14 | 25 | -11  |
| 11   | Antigua GFC T           | 27  | 22 | 6  | 9  | 7  | 28 | 30 | -2   |
| 12   | CSD Carchá (en) P       | 20  | 22 | 5  | 5  | 12 | 11 | 24 | -13  |

| Légende : Qualifications et relégations | Légende : Qualifications et relégations          |
| --------------------------------------- | ------------------------------------------------ |
|                                         | Qualifié pour les demi-finales                   |
|                                         | Qualifié pour les quarts de finale               |
|                                         | T Tenant du titre P Promu de la saison 2015-2016 |

| Résultats (▼dom., ►ext.)                                   | Ant | Car | Cob | Com | Gua | Mal | Mar | Mic | Pet | Suc | Mun | Xel |
| Antigua GFC                                                |     | 2-0 | 1-1 | 0-0 | 1-1 | 3-1 | 2-2 | 2-3 | 1-2 | 2-1 | 1-2 | 0-0 |
| CSD Carchá (en)                                            | 0-0 |     | 1-0 | 1-1 | 0-2 | 1-1 | 1-0 | 0-0 | 2-0 | 2-0 | 0-1 | 2-0 |
| Cobán Imperial                                             | 1-1 | 1-0 |     | 2-1 | 0-1 | 1-0 | 0-0 | 2-0 | 2-1 | 3-0 | 0-0 | 0-1 |
| CSD Comunicaciones                                         | 0-1 | 1-0 | 0-1 |     | 2-0 | 0-0 | 1-1 | 4-0 | 1-2 | 2-1 | 0-0 | 2-2 |
| Deportivo Guastatoya                                       | 1-1 | 4-0 | 1-0 | 0-1 |     | 2-0 | 0-0 | 0-1 | 2-0 | 2-2 | 2-1 | 2-0 |
| Deportivo Malacateco                                       | 2-1 | 1-0 | 0-0 | 1-1 | 0-0 |     | 1-0 | 2-0 | 1-1 | 1-0 | 0-0 | 2-1 |
| Deportivo Marquense                                        | 1-0 | 2-0 | 1-1 | 1-2 | 0-0 | 2-0 |     | 0-0 | 0-0 | 2-0 | 0-0 | 2-0 |
| Deportivo Mictlán (en)                                     | 0-1 | 0-0 | 0-0 | 0-0 | 2-1 | 1-1 | 1-0 |     | 2-1 | 0-2 | 0-0 | 1-0 |
| Deportivo Petapa (en)                                      | 3-2 | 1-0 | 2-1 | 0-1 | 2-0 | 1-1 | 1-2 | 3-0 |     | 1-0 | 0-2 | 1-1 |
| Deportivo Suchitepéquez                                    | 1-3 | 3-1 | 2-1 | 1-0 | 0-0 | 2-1 | 3-1 | 2-0 | 3-2 |     | 0-0 | 1-0 |
| CSD Municipal                                              | 2-2 | 1-0 | 0-0 | 0-0 | 1-1 | 2-0 | 1-1 | 2-0 | 0-1 | 1-0 |     | 2-2 |
| Xelaju MC                                                  | 6-1 | 3-0 | 2-0 | 2-1 | 2-0 | 1-1 | 2-1 | 2-3 | 0-2 | 3-0 | 0-1 |     |
| - Victoire à domicile - Match nul - Victoire à l'extérieur |     |     |     |     |     |     |     |     |     |     |     |     |

### Classement cumulatif
| Rang | Équipe                  | Pts | J  | G  | N  | P  | Bp | Bc | Diff |
| ---- | ----------------------- | --- | -- | -- | -- | -- | -- | -- | ---- |
| 1    | CSD Municipal C         | 80  | 44 | 21 | 17 | 6  | 55 | 29 | +26  |
| 2    | CSD Comunicaciones      | 69  | 44 | 19 | 12 | 13 | 56 | 31 | +25  |
| 3    | Deportivo Guastatoya    | 68  | 44 | 19 | 11 | 14 | 44 | 36 | +8   |
| 4    | Antigua GFC C           | 68  | 44 | 19 | 11 | 14 | 65 | 59 | +6   |
| 5    | Deportivo Malacateco    | 64  | 44 | 16 | 16 | 12 | 46 | 43 | +3   |
| 6    | Cobán Imperial          | 63  | 44 | 17 | 12 | 15 | 43 | 34 | +9   |
| 7    | Deportivo Petapa (en)   | 59  | 44 | 17 | 8  | 19 | 50 | 55 | -5   |
| 8    | Xelaju MC               | 58  | 44 | 16 | 10 | 18 | 54 | 54 | 0    |
| 9    | Deportivo Marquense     | 54  | 44 | 13 | 15 | 16 | 44 | 46 | -2   |
| 10   | Deportivo Suchitepéquez | 54  | 44 | 15 | 9  | 20 | 52 | 69 | -17  |
| 11   | Deportivo Mictlán (en)  | 50  | 44 | 14 | 8  | 22 | 33 | 56 | -23  |
| 12   | CSD Carchá (en) P       | 35  | 44 | 8  | 11 | 25 | 27 | 57 | -30  |

| Légende : Qualifications et relégations | Légende : Qualifications et relégations                                        |
| --------------------------------------- | ------------------------------------------------------------------------------ |
|                                         | Relégué en Primera División de Guatemala                                       |
|                                         | C Vainqueur d'un des deux tournois de la saison P Promu de la saison 2015-2016 |

### La phase finale
Les six équipes qualifiées sont réparties dans le tableau final d'après leur classement général, le deuxième affrontant lors des demi-finales le vainqueur du quart opposant le quatrième au cinquième et le premier affrontant le vainqueur du quart opposant le troisième au sixième. L'équipe la moins bien classée accueille lors du match aller et la meilleure lors du match retour.
En cas d'égalité sur la somme des deux matchs, c'est l'équipe ayant marqué le plus de buts à extérieur qui l'emporte puis des prolongations et une séance de tirs au but ont éventuellement lieu.

#### Tableau
|  |                         |                      |                         |               |               |                      |     |            |            |            |            |            |               |     |        |        |        |        |        |  |  |
|  | 1/4 de finale           | 1/4 de finale        | 1/4 de finale           | 1/4 de finale | 1/4 de finale |                      |     | 1/2 finale | 1/2 finale | 1/2 finale | 1/2 finale | 1/2 finale |               |     | Finale | Finale | Finale | Finale | Finale |  |  |
|  |                         |                      |                         |               |               |                      |     |            |            |            |            |            |               |     |        |        |        |        |        |  |  |
|  |                         |                      |                         |               |               |                      |     |            |            |            |            |            |               |     |        |        |        |        |        |  |  |
|  |                         |                      |                         |               |               |                      |     |            |            |            |            |            |               |     |        |        |        |        |        |  |  |
|  |                         |                      |                         |               |               |                      |     |            |            |            |            |            |               |     |        |        |        |        |        |  |  |
|  |                         |                      |                         |               |               |                      |     |            |            |            |            |            |               |     |        |        |        |        |        |  |  |
|  | CSD Municipal           | (1)                  | 2                       | 1             | 0             |                      |     |            |            |            |            |            |               |     |        |        |        |        |        |  |  |
|  | CSD Municipal           | (1)                  | 2                       | 1             | 0             |                      |     |            |            |            |            |            |               |     |        |        |        |        |        |  |  |
|  |                         |                      | Deportivo Suchitepéquez | (5)           | 1             | 0                    | 0   |            |            |            |            |            |               |     |        |        |        |        |        |  |  |
|  | CSD Comunicaciones      | (4)                  | Deportivo Suchitepéquez | (5)           | 1             | 0                    | 0   | 0          | 0          | 0          |            |            |               |     |        |        |        |        |        |  |  |
|  | CSD Comunicaciones      | (4)                  |                         |               |               |                      |     |            | 0          | 0          |            |            |               |     |        |        |        |        |        |  |  |
|  | Deportivo Suchitepéquez | (5)                  | 1                       | 0             | 0             |                      |     |            |            |            |            |            |               |     |        |        |        |        |        |  |  |
|  | Deportivo Suchitepéquez | (5)                  | 1                       | 0             | 0             |                      |     |            |            |            |            |            | CSD Municipal | (1) | 0      | 2      | 0      |        |        |  |  |
|  |                         |                      |                         |               |               |                      |     |            |            |            |            |            | CSD Municipal | (1) | 0      | 2      | 0      |        |        |  |  |
|  |                         | Deportivo Guastatoya | (3)                     | 0             | 0             | 0                    |     |            |            |            |            |            |               |     |        |        |        |        |        |  |  |
|  | Deportivo Guastatoya    | Deportivo Guastatoya | (3)                     | 0             | 0             | 0                    | (3) | 2          | 2          | 0          |            |            |               |     |        |        |        |        |        |  |  |
|  | Deportivo Guastatoya    |                      |                         |               |               |                      | (3) | 2          | 2          | 0          |            |            |               |     |        |        |        |        |        |  |  |
|  | Xelaju MC               | (6)                  | 2                       | 0             | 0             |                      |     |            |            |            |            |            |               |     |        |        |        |        |        |  |  |
|  | Xelaju MC               | (6)                  | 2                       | 0             | 0             | Deportivo Guastatoya | (3) | 3          | 2          | 0          |            |            |               |     |        |        |        |        |        |  |  |
|  |                         |                      |                         |               |               | Deportivo Guastatoya | (3) | 3          | 2          | 0          |            |            |               |     |        |        |        |        |        |  |  |
|  |                         |                      | Deportivo Petapa (en)   | (2)           | 1             | 3                    | 0   |            |            |            |            |            |               |     |        |        |        |        |        |  |  |
|  |                         |                      |                         |               |               | 3                    | 0   |            |            |            |            |            |               |     |        |        |        |        |        |  |  |
|  |                         |                      |                         |               |               |                      |     |            |            |            |            |            |               |     |        |        |        |        |        |  |  |
|  |                         |                      |                         |               |               |                      |     |            |            |            |            |            |               |     |        |        |        |        |        |  |  |
|  |                         |                      |                         |               |               |                      |     |            |            |            |            |            |               |     |        |        |        |        |        |  |  |

#### Quarts de finale
| Club                 | Aller | Retour | Club                    | Commentaire |
| Deportivo Guastatoya | 2-2   | 2-0    | Xelaju MC               |             |
| CSD Comunicaciones   | 0-1   | 0-0    | Deportivo Suchitepéquez |             |

#### Demi-finales
| Club                  | Aller | Retour | Club                    | Commentaire |
| CSD Municipal         | 2-1   | 1-0    | Deportivo Suchitepéquez |             |
| Deportivo Petapa (en) | 1-3   | 3-2    | Deportivo Guastatoya    |             |

#### Finale
| Match aller | Deportivo Guastatoya | 0:0   | CSD Municipal | Stade David Cordón Hichos (es) |                        |
| 24 mai 2017 |                      | (0:0) |               | Arbitrage : Ever López         | Arbitrage : Ever López |

| Match retour | CSD Municipal                         | 2:0   | Deportivo Guastatoya | Stade Manuel Felipe Carrera |  |
| 27 mai 2017  | 30e Carlos Felix · 64e Gaston Puerari | (1:0) |                      |                             |  |

## Bilan du tournoi
| Tournoi de clôture du championnat de football du Guatemala 2017 |                           |
| Champion                                                        | CSD Municipal (30e titre) |
| Dauphin                                                         | Deportivo Guastatoya      |
| Promotions et relégations                                       |                           |
| Promus en Liga Nacional de Guatemala                            | Deportivo Sanarate (en)   |
| Promus en Liga Nacional de Guatemala                            | Deportivo Siquinalá (en)  |
| Relégués en Primera División de Guatemala                       | CSD Carchá (en)           |
| Relégués en Primera División de Guatemala                       | Deportivo Mictlán (en)    |

## Statistiques

### Buteurs
| Rang | Nom | Équipe | Buts |
| 1    |     |        | -    |
| 2    |     |        | -    |
| 3    |     |        | -    |